# Tálero

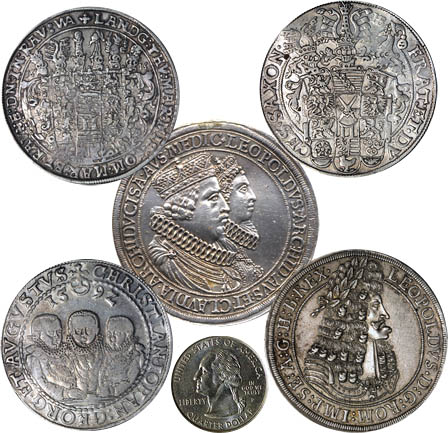
Táleros.

El tálero (del alemán Taler —escrito Thaler hasta 1901—, “vallense, del valle”) es una antigua moneda de plata de Alemania. 
Etimológicamente, "Thaler" es una abreviación de "Joachimsthaler", una moneda de la ciudad de Joachimsthal en Bohemia (actualmente Jáchymov, República Checa), donde se acuñaron en 1518. Pero las primeras se habían acuñado en 1486 en Burg Hasegg (Hall in Tirol, Austria). Después de esa fecha los soberanos de Alemania y Austria acuñaron monedas de plata de gran tamaño, siguiendo el modelo del Thaler. Fue una moneda de plata importante, que primeramente se llamó guldengroschen (moneda fraccionaria). Después se entendía como tálero a gran cantidad de monedas que pesaban más de un Lot.
Desde el punto de vista lingüístico, el tálero, el tólar esloveno y el dólar proceden de la misma raíz.